# Protasio Tagle
Protasio Pérez de Tagle Frago (Ciudad de México, 1839-Ciudad de México, 31 de julio de 1903), más conocido como Protasio Tagle, fue un militar, político y jurista mexicano que se desempeñó como secretario de Gobernación entre el 28 de noviembre de 1876 y el 23 de mayo de 1877 y como secretario de Justicia e Instrucción Pública entre el 4 de junio de 1877 y el 15 de noviembre de 1879. También fue gobernador el Distrito Federal en un breve periodo de siete días en 1876.

## Biografía
Participó en la Guerra de Reforma como parte del bando liberal, y más tarde comandó una división republicana en la Segunda Intervención Francesa en México. Con la República restaurada, fue diputado federal de 1867 a 1875. En 1871, participó en la creación de la Asociación Democrática Constitucionalista, por la cual, Porfirio Díaz fue candidato a la presidencia de México. Se unió a este durante la Revolución de La Noria y cinco años más tarde durante la Revolución de Tuxtepec y, tras triunfar y convertirse Díaz en presidente de México, Tagle fue nombrado gobernador del Distrito Federal en 1876 y secretario de Gobernación, cargo que ejerció del 29 de noviembre al 6 de diciembre de 1876 y del 17 de febrero al 23 de mayo de 1877. Fue secretario de Justicia e Instrucción Pública del 24 de mayo de 1877 al 15 de noviembre de 1879.
En 1879 se presentía que podía ser un candidato presidencial, pero fue derrotado por Manuel González. Después se retiró de la política. Fue catedrático de la Escuela Nacional de Jurisprudencia impartiendo clase de Derecho Romano. El 14 de mayo de 1877 fue nombrado quinto magistrado de la Suprema Corte de Justicia de la Nación, pero renunció a su cargo el 2 de mayo de 1878 y se retiró  a atender su hacienda pulquera de San Bartolomé de los Tepetates en el valle de Apan. Murió en la Ciudad de México el 31 de julio de 1903. Fue sepultado en el viejo panteón del Tepeyac.

## Legado y honores
- Un parque en el barrio histórico de Chimalistac de la Ciudad de México.
- Una calle en la colonia San Miguel Chapultepec de la Ciudad de México.
- Una escuela primaria en el centro de Coyoacán, en la Ciudad de México.